# Léo Van Thielen
Léo Van Thielen (* 16. Januar 1953 in Veerle) ist ein ehemaliger belgischer Radrennfahrer.

## Sportliche Laufbahn
Van Thielen war im Straßenradsport aktiv. 1974 startete er in der Tour of Scotland. Dort gewann er eine Etappe und wurde im Gesamtklassement 16. 1975 wurde er Zweiter im Kattekoers hinter Franky De Gendt. 1977 belegte er im Omloop Het Volk den 2. Platz im Amateurrennen. 1978 gewann er den Omloop der Vlaamse Ardennen und kam im britischen Milk Race auf den 32. Rang. In der Internationalen Friedensfahrt 1975 kam er auf den 81. Platz.
Auf der Bahn wurde Van Thielen 1976 Vizemeister im Mannschaftszeitfahren, 1977 dann Dritter. 1981 wurde er Meisterschaftsdritter im Sprint und in der Einerverfolgung der Profis.
Von 1978 bis 1983 war Van Thielen als Berufsfahrer aktiv. 1978 gewann er das Rennen Dwars West-Vlaanderen. 1980 siegte er im Grand Prix de Denain und im Grand Prix E5. 1981 gewann er den GP Zele und das Memorial Fred De Bruyne. 1982 wurde er Dritter im Circuit des Frontières. Die Vuelta a España 1978 beendete er nicht.